# Contracorriente (álbum de Eiza González)
Contracorriente es el primer álbum en solitario de la cantante mexicana Eiza González y segundo de su carrera como cantante. Este fue lanzado el 17 de noviembre de 2009 a través de EMI Televisa Music. Este disco se compone de 12 temas inéditos, fue grabado en un año en Ciudad de México y Los Ángeles. 

## Información del álbum
El 18 de marzo de 2009, EMI anuncia a través del Myspace Oficial de Eiza, el nombre del álbum debut de Eiza, Contracorriente, el cual marca el debut de Eiza.
"Es muy importante ir en contracorriente a los pensamientos de la gente pero en una onda positiva", dijo en entrevista con Efe en Miami sobre el título de su producción, la que describe muy acorde con su personalidad.
Eiza quiso dejar un poco el pop para enfocarse en sonidos con más influencias del género Rock pero sin dejar de lado su sonido característico por eso cada canción tiene un sonido diferente, tiene rock pop, baladas, sonido electrónico.
"La imagen será sencilla, con muchos colores, luz y vida. Quiero emanar energía positiva con este disco. Siento que estoy regresando a lo natural, dejando las cosas superficiales. El disco me provocaba frescura y es lo que plasmamos en la imagen", Eiza dijo para el diario mexicano Reforma
Este proyecto duró un año de grabación donde tuvo un repertorio de 50 canciones para escoger doce.Se involucró en la elección del primer sencillo "Mi destino soy yo" de la autoría de los compositores Rafael Esparza Ruiz y Salvador Rizo.El vídeo del sencillo muestra a una Eiza independiente y atrevida conduciendo un auto convertible en las desérticas carreteras de la ciudad de Monterrey, en el mexicano estado de Nuevo León.
Otras de las canciones que destacan de la producción es "Caminaré" -escrita por el dúo mexicano Jesse y Joy, así como "Todavía", "Dulce Apariencia", "Lo que ahora soy", "Impredecible" de los compositores Armando Dávila, Carlos Lara, entre otros.Sobre Shaila, la hija menor de la desaparecida Rocío Dúrcal, quien le compuso el corte "Perdiéndolo Todo", solamente tuvo palabras de elogio:
"Tengo la oportunidad de conocer muy bien a Shaila. Es una gran mujer y una canción totalmente preciosa", dijo la joven mexicana.Eiza, quien aprendió técnica de voz con Noel Schajiris (Sin Bandera).

## Lista de canciones
| - Contracorriente |                                |          |  |
| N.º               | Título                         | Duración |  |
| 1.                | «Impredecible»                 | 3:33     |  |
| 2.                | «¿Y Cómo Fue?»                 | 3:43     |  |
| 3.                | «Todavía»                      | 4:03     |  |
| 4.                | «Mi Destino Soy Yo»            | 3:15     |  |
| 5.                | «Perdiéndolo Todo»             | 3:38     |  |
| 6.                | «Dilo de una Vez (Roundabout)» | 3:40     |  |
| 7.                | «Caminaré»                     | 3:28     |  |
| 8.                | «La Vida Es un Blues»          | 3:52     |  |
| 9.                | «Quiéreme Bien»                | 4:16     |  |
| 10.               | «Lo Que Ahora Soy»             | 3:32     |  |
| 11.               | «Dulce Apariencia»             | 3:32     |  |
| 12.               | «Dentro»                       | 3:44     |  |
| 44:13             |                                |          |  |

## Sencillos
- Mi Destino Soy Yo (2009) Primer y único sencillo que se desprende del álbum Contracorriente lanzado el 17 de agosto del 2009, una canción producida por Rafael Esparza-Ruiz y Luis González, con la colaboración de Salvador Rizzo.
- Dulce Apariencia (2009) Sencillo promocional para la serie mexicana Glan Girls de Telehit.
- Perdiéndolo Todo (2010) Se postulaba como segundo sencillo para promoción del álbum pero no se consolidó debido al inicio de las grabaciones de la teleserie Sueña Conmigo que Eiza protagonizó.

## Posicionamientos
| Región                          | Chart |
| ------------------------------- | ----- |
| México Top 100 Albums           | 2     |
| Argentina Top 40 Albums         | 22    |
| U.S. Billboard Latin Pop Albums | 10    |

- Datos: Q948735